# Ana Layevska
Ana Layevska (rusă Анна Лаевская Расцветаева) (născută Anna Laevskaya Rastsvetaeva pe 10 ianuarie 1982 în Kiev, URSS, acum Ucraina), este o actriță de telenovele de origine ucraineană-mexicană.

## Telenovele
- 2014 Dama y Obrero as Ignacia Santamaria
- 2012 Relaciones Peligrosas as Patty Milano
- 2011 Mi corazón insiste as Déborah Noriega
- 2010 El fantasma de Elena as Elena Calcaño / Daniela Calcaño
- 2009: Mujeres Asesinas as Marcela Rodriguez (Sezonul 2 „Claria, Fantasiosa”)
- 2009: Verano de Amor  as Valeria
- 2008: Querida Enemiga  as Lorena Armendariz de Mendiola
- 2006: Las Dos Caras de Ana as Ana Escudero Vivanco / Marcia Lazcano.
- 2005: La Madrastra  as Estrella San Román
- 2003: Clap...El lugar de tus sueños  as Valentina
- 2001: El juego de la vida  as Paulina De La Mora
- 2001: Mujer, casos de la vida real as Adela
- 2002: Primer Amor... Tres Años Después  as Marina Iturriaga Camargo
- 2000: Primer amor... a mil por hora   as Marina Iturriaga Camargo
- 2000: Locura de Amor as Marina Iturriaga Camargo
- 1999: Amor Gitano as Maria

## Filmografie
- 2009: Me Importas tu... y tu  ....
- 2009: The Fighter (2009) ... Helen
- 2009: El Que Habita Las Alturas ... Teresa
- 2008: Casi Divas ... Ximena
- 2006: Cansada de Besar Sapos ... Andi
- 2004: Genisis 3:19 ... Lisa
- 2001: In the Time of the Butterflies ... Lina Lovatón

## Reality TV Series
- 2005: Bailando Por Un Sueño ... Ea însuși